# Liste der Naturdenkmale in Colditz

Wappen von Colditz

Lage von Colditz

In der Liste der Naturdenkmale in Colditz werden die Einzel-Naturdenkmale, Geotope und Flächennaturdenkmale in der Gemeinde Colditz im Landkreis Leipzig und seinen Ortsteilen aufgeführt.
Bisher sind laut der angegebenen Quellen 12 Einzel-Naturdenkmal, 0 Geotope und 9 Flächennaturdenkmale bekannt und hier aufgelistet.
Die Angaben der Liste basieren auf Daten der Bekanntmachungs-Seite des Landkreises und den Daten auf dem Geoportal des Landkreises Leipzig.

## Definition
„Gesetz über Naturschutz und Landschaftspflege (BNatSchG), § 28 Naturdenkmäler:
 Naturdenkmäler sind rechtsverbindlich festgesetzte Einzelschöpfungen der Natur oder entsprechende Flächen bis zu fünf Hektar, deren besonderer Schutz erforderlich ist
1. aus wissenschaftlichen, naturgeschichtlichen oder landeskundlichen Gründen oder
2. wegen ihrer Seltenheit, Eigenart oder Schönheit.“

„SächsNatSchG, § 18 Naturdenkmäler (zu § 28 BNatSchG):
1. Die Erklärung nach § 22 Abs. 1 BNatSchG von Teilen von Natur und Landschaft als Naturdenkmal erfolgt durch Rechtsverordnung oder Einzelanordnung.
2. Über § 28 Abs. 1 BNatSchG hinaus können Naturdenkmäler zur Sicherung von Lebensgemeinschaften oder Lebensstätten von im Bestand gefährdeten oder streng geschützten Arten festgesetzt werden.“

## Legende
- Bild: zeigt ein vorhandenes Foto des Naturdenkmals.
- ND/GEO/FND-Nr: zeigt die jeweilige Nr. des Objekts – ND (Einzel-)Naturdenkmal, GEO Geotope oder FND (Flächen-Naturdenkmal)
- Beschreibung: beschreibt das Objekt näher
- Koordinaten: zeigt die Lage auf der Karte
- Quelle: Link zur Referenzquelle

## (Einzel-)Naturdenkmale (ND)
| Bild           | ND-Nr. | Ortsteil  | Alter  | Beschreibung                                       | Koordinaten                                        | Quellen                       |
| -------------- | ------ | --------- | ------ | -------------------------------------------------- | -------------------------------------------------- | ----------------------------- |
| Weitere Bilder | ND 17  | Bockwitz  | unbek. | Linde an der Dorfstraße                            | 51° 7′ 57″ N, 12° 52′ 40″ O (Flurstück-Nr. 16,49)  | SG Naturschutz: VO 2013-09-03 |
| Weitere Bilder | ND 18  | Colditz   | unbek. | Linde an der Promenade                             | 51° 7′ 35″ N, 12° 48′ 2″ O (Flurstück-Nr. 106/38)  | SG Naturschutz: VO 2020-07-15 |
| Weitere Bilder | ND 19  | Colditz   | unbek. | Eiche an der Promenade                             | 51° 7′ 37″ N, 12° 48′ 0″ O (Flurstück-Nr. 106/38)  | SG Naturschutz: VO 2020-07-15 |
| Weitere Bilder | ND 20  | Colditz   | unbek. | Buche am Albertplatz                               | 51° 7′ 30″ N, 12° 48′ 25″ O (Flurstück-Nr. 522/12) | SG Naturschutz: VO 2013-09-03 |
| Weitere Bilder | ND 21  | Colditz   | unbek. | Esche am Bahnhof                                   | 51° 8′ 4″ N, 12° 47′ 58″ O (Flurstück-Nr. 747)     | SG Naturschutz: VO 2013-09-03 |
| Weitere Bilder | ND 22  | Colditz   | unbek. | Rosskastanien am Bahnhof                           | 51° 8′ 3″ N, 12° 47′ 59″ O (Flurstück-Nr. 747)     | SG Naturschutz: VO 2013-09-03 |
| Bild gesucht   | ND 23  | Leisenau  | unbek. | Linden auf dem Hutenhübel                          | 51° 10′ 8″ N, 12° 46′ 31″ O (Flurstück-Nr. 266)    | SG Naturschutz: VO 2013-09-03 |
| Weitere Bilder | ND 24  | Podelwitz | unbek. | Rosskastanie an der Schaftrebe, Ecke Am Hofegarten | 51° 9′ 2″ N, 12° 50′ 1″ O (Flurstück-Nr. 171/2)    | SG Naturschutz: VO 2013-09-03 |
| Weitere Bilder | ND 25  | Podelwitz | unbek. | Linde am Knochenberg                               | 51° 8′ 58″ N, 12° 49′ 35″ O (Flurstück-Nr. 267/1)  | SG Naturschutz: VO 2021-04-19 |
| Weitere Bilder | ND 26  | Podelwitz | unbek. | Eibe am Schloss                                    | 51° 9′ 12″ N, 12° 50′ 1″ O (Flurstück-Nr. 287a)    | SG Naturschutz: VO 2013-09-03 |
| Weitere Bilder | ND 27  | Podelwitz | unbek. | Eiche am Drescherhaus neben Leisniger Landstraße   | 51° 9′ 8″ N, 12° 50′ 22″ O (Flurstück-Nr. 290a)    | SG Naturschutz: VO 2013-09-03 |
| Weitere Bilder | ND 28  | Zschirla  | unbek. | Ulme neben der Kirche                              | 51° 7′ 54″ N, 12° 50′ 44″ O (Flurstück-Nr. 1)      | SG Naturschutz: VO 2013-09-03 |

## Flächennaturdenkmale (FND)
| Bild           | FND-Nr.  | Name                               | Beschreibung                                                                        | Verordnet  | Fläche   | Koordinaten                 | Quellen |
| -------------- | -------- | ---------------------------------- | ----------------------------------------------------------------------------------- | ---------- | -------- | --------------------------- | ------- |
| Bild gesucht   | l_la: 30 | Heun                               | Waldbiotop westlich Stausee Schönbach bei Colditz                                   | 03.03.1982 | 2861 m²  | 51° 9′ 37″ N, 12° 44′ 55″ O | [ 5 ]   |
| Bild gesucht   | l_la: 33 | Mutzlochwiese                      | Biotop im Colditzer Forst                                                           | 03.03.1982 | 15057 m² | 51° 7′ 38″ N, 12° 45′ 18″ O | [ 5 ]   |
| Bild gesucht   | l_la: 34 | Hochmoor                           | Moorgebiet am Waldbach (Colditzer Forst)                                            | 03.03.1982 | 2672 m²  | 51° 7′ 16″ N, 12° 42′ 37″ O | [ 5 ]   |
| Bild gesucht   | l_la: 44 | Hexentanzplatz                     | Waldbiotop im Colditzer Forst                                                       | 03.03.1982 | 6178 m²  | 51° 6′ 55″ N, 12° 43′ 53″ O | [ 5 ]   |
| Weitere Bilder | l_la: 48 | Kleiner Goldfischteich             | am Tiergartenbach bei Colditz                                                       | 03.03.1982 | 457 m²   | 51° 7′ 45″ N, 12° 49′ 6″ O  | [ 5 ]   |
| Weitere Bilder | l_la: 49 | Buchheimer Winkel                  | Flußaue und Waldbiotop entlang des Heinersdorfer Bach im Westen des Colditzer Forst | 03.03.1982 | 41178 m² | 51° 7′ 17″ N, 12° 40′ 38″ O | [ 5 ]   |
| Bild gesucht   | l_la: 58 | Hainberg                           | Waldbiotop am Hainberg bei Colditz                                                  | 03.03.1982 | 4920 m²  | 51° 7′ 56″ N, 12° 48′ 37″ O | [ 5 ]   |
| Bild gesucht   | l_la: 76 | Neuangerwiese Leupahn              | Biotop im Colditzer Forst                                                           | 16.07.1986 | 46468 m² | 51° 6′ 22″ N, 12° 45′ 23″ O | [ 5 ]   |
| Weitere Bilder | l_la: 82 | Großer Rauschenbusch am Steinhübel | Waldbiotop am Steinhübel bei Schönbach                                              | 21.11.1996 | 40229 m² | 51° 8′ 37″ N, 12° 45′ 46″ O | [ 5 ]   |
| Bild gesucht   | l_la: 83 | Buche Hausdorf                     | am Erlbach bei Koltzschen                                                           | 31.05.1994 | 70166 m² | 51° 6′ 35″ N, 12° 49′ 48″ O | [ 5 ]   |